# Bohiń (miejscowość)
Bohiń (biał. Богіна; ros. Богино) – agromiasteczko na Białorusi, w obwodzie witebskim, w rejonie brasławskim, w sielsowiecie Dalekie.
Znajdują się tu parafialna cerkiew prawosławna pw. Opieki Matki Bożej oraz kaplica rzymskokatolicka.

## Historia
W dwudziestoleciu międzywojennym wieś i leśniczówka leżała w Polsce, w województwie nowogródzkim (od 1926 w województwie wileńskim), w powiecie dziśnieńskim (od 1926 w powiecie brasławskim), w gminie Bohiń.
Według Powszechnego Spisu Ludności z 1921 roku wieś a następnie kolonię zamieszkiwało 88 osób, 9 było wyznania rzymskokatolickiego a 79 prawosławnego. Jednocześnie 20 mieszkańców zadeklarowało polską przynależność narodową, 66 białoruską a 2 rosyjską. Było tu 20 budynków mieszkalnych. W 1931 kolonię i leśniczówkę w 22 domach zamieszkiwały 173 osoby.
Wierni Kościoła katolickiego należeli do parafii w m. Dalekie i a prawosławni do miejscowej parafii. Podlegała pod Sąd Grodzki w Opsie i Okręgowy w Wilnie; mieścił się tu właściwy urząd pocztowy.
W wyniku napaści ZSRR na Polskę we wrześniu 1939 miejscowość znalazła się pod okupacją sowiecką. Od czerwca 1941 roku pod okupacją niemiecką. W 1944 miejscowość została ponownie zajęta przez wojska sowieckie i włączona do Białoruskiej SRR.
Od 1991 w składzie niepodległej Białorusi.